# Kasztíliai Muniadona Mayor
Kasztíliai Muniadona Mayor navarrai királyné 990-ben vagy 995-ben született, Beni Mamaduna Sancho García kasztíliai gróf és Gómez Urraca grófnő elsőszülött gyermekeként.

## Testvérei
Muniadonának még öt testvére született, két fiú és három leány:
- Ferdinánd (? - 999. március 2. előtt)
- Tigridia (? - ?), a San Salvador de Oña-i apátság alapítója, ahol ő lett a zárdafőnökasszony
- Sancha (? - ?), aki 1021-ben nőül ment I. Rajmund Berengár barcelonai grófhoz, kitől két fia született, Rajmund és Sancho.
- García (? - 1029), aki 1017-től haláláig Kasztília grófja volt. Nem nősült meg soha, nem született gyermeke, ezért halála után címét és birtokait a legidősebb nővére, Muniadona másodszülött fia, a 14 esztendős Ferdinánd örökölte.
- Urraca (? - ?), ő VI. Sancho Vilmos gascogne-i herceg hitvese lett

## Gyermekei
1010 körül Muniadona nőül ment a körülbelül 18 éves III. (Jiménez) Sancho navarrai királyhoz, akinek hét örököst szült, öt fiút és két leányt.
- García (1016 novembere - 1054. szeptember 1.), V. García néven később ő lett Navarra királya. 1038-ban nőül vette Foix Stefánia bigorre-i grófnőt, akitől házasságuk 16 éve során nyolc gyermeke született, Sancho, Ramiro, Ferdinánd, Rajmund, Ermezinda, Mayor, Urraca és Jimena. A királynak két törvénytelen gyermeke is született, Garcés és Mencia.
- Ferdinánd (1015 körül - 1065. december 24.), később I. Ferdinánd néven ő lett Kasztília és León királya. 1032-ben elvette Beni Alfons Sancha leóni királyi hercegnőt. Öt közös gyermekük jött világra házasságuk 33 éve során, Urraca, Sancho, Elvíra, Alfonz és García.
- Ramiro (?-?)
- Gonzálo (1020 körül - 1043. június 26.), Sobrarbe és Ribagorza ura
- Bernárdo (?-?)
- Jimena (?-?), III. (Beni Alfons) Bermudo león-i uralkodó felesége lett, akitől egy fia született, Alfonz. A gyermek születése után nem sokkal meg is halt, 1030-ban.
- Mayor (? - 1044), aki 1022-ben hozzáment a 31 éves II. (Toulouse) Pons Vilmos grófhoz. Egy fiuk született házasságuk 22 éve alatt, Pons.

Muniadona királyné 1035. október 18-án megözvegyült, ám többé nem ment férjhez. 1066. július 13-án, 70-71 éves korában hunyt el.